# パオン (ヘアカラー)
パオンとはヘンケルジャパン（旧山発産業→シュワルツコフヘンケル）株式会社が製造・販売するヘアカラーブランドである。
2006年に発売50周年を迎えた。

## 歴史
- 1956年（昭和31年）：業界初、一剤式粉末白髪染め「パオン黒色」発売。
- 1960年（昭和35年）：サロン向けヘアカラー「パオン デラックス ヘアダイ」発売。
- 1962年（昭和37年）：液状ヘアカラー「パオン ローヤル」発売。
- 1972年（昭和47年）：シャンプー式ヘアカラー「パオン シャンプーカラー」発売。
- 1977年（昭和52年）：業界初　マスカラ式着色料「パオン リタッチ」発売。
- 1985年（昭和60年）：クリームタイプヘアカラー「パオン クリームカラー」発売。
- 1986年（昭和61年）：スプレータイプの一時着色料「パオン カラースプレー」発売。
- 1987年（昭和62年）：業界初　ノック式着色料「パオン タッチネス」発売。
- 1988年（昭和63年）：業界初　早染めヘアカラー「パオン セブンエイト」発売。
- 1998年（平成10年）：ノンアンモニア液状タイプヘアカラー「パオン 早染め液状ヘアカラー」発売。
- 2002年（平成14年）：ヘアケア発想から生まれた新発想ヘアカラー「パオン エッセンスリッチ」発売。
- 2003年（平成15年）：業界初　マーカータイプのヘアマニキュア「パオン クイックリタッチ」発売。男性向け商品「Mr.パオン メンズコレクション」発売。
- 2004年（平成16年）：簡単トリートメント式ヘアマニキュア「パオン クイックカラー」発売。
- 2005年（平成17年）：カラーからアフターケアまで初めてのカラーリングパッケージ「パオン シルキープラス」発売。
- 2006年（平成18年）：「パオン黒色」発売以来、50周年を迎える。ダメージ成分を抑えたヘアカラー「パオン センシティ」発売。はえぎわの細かい白髪まで、ひと塗りでカバーするマスカラタイプの着色料「パオン 白髪かくしマスカラ」発売。
- 2008年（平成20年）：カシミアのような、しなやかで上質に仕上がるヘアカラー「パオン ディオーサ クリームタイプ」発売。
- 2009年（平成21年）：「パオン ディオーサ ミルキータイプ」発売。
- 2011年（平成23年）：「パオン ディオーサ 髪の美容液」「パオン ディオーサ ワンプッシュ 泡タイプ」「パオン ディオーサ 髪のコンシーラー」発売。
- 2012年（平成24年）：「パオン ディオーサ クリームタイプ」「パオンエッセンスリッチ」リニューアル。
- 2016年（平成28年）：「パオン メンパーフェクト」「パオン ゴールド」発売。
- ちなみに発売元は1956年～1999年は山発産業、2000年～2004年はヘンケルライオンコスメティックス、2005年～2016年7月はシュワルツコフヘンケルとなっている。

## 現在発売中の商品
- パオン ゴールド - うるおい成分（コラーゲン&シルクエッセンス）配合のクリームヘアカラー。
- パオン メンパーフェクト - 白髪に直塗りできる男性用早染めヘアカラー。
- 粉末染毛剤 パオン - 水で溶く一剤式粉末白髪染め。パオン第一号。
- パオン ディオーサ - カシミアのようにしなやかで上質な髪に仕上がるヘアカラーで無香料。2008年9月に白髪用ヘアカラーでは珍しい黒を基調にしたパッケージを採用した「クリームタイプ」を発売。2011年3月には、濃密な泡がワンプッシュで出せるエアゾールボトルを採用した「泡タイプ」を発売、同年9月には専用のチップで塗るだけで気になる白髪を簡単に隠せるジェルファンデーションタイプの白髪隠し「髪のコンシーラー」を発売した。なおヘアカラー（クリームタイプ・ミルキータイプ）には、アルガンオイルを配合した「髪の美容液（アフターケアトリートメント）」が付属されているが、ユーザーからの熱い要望に応えて、2010年9月に単品で発売している。
- パオン エッセンスリッチ - 杏由来のパーシック油（うるおい成分）と加水分解コムギたん白液（毛髪保護成分）を配合。滑らかな髪に仕上がるヘアカラー。香りがツンとしない。全体染めに適した乳液タイプの液状と部分染めに便利なクリームの2タイプ。
- パオン クリームカラー - 必要な量だけ無駄なく使えるチューブ式ヘアカラー。
- ミスターパオン セブンエイト - 男性用の早染めヘアカラー。
- パオン クイックリタッチ - 生え際・分け目の気になる白髪を自然にカバー。使うたびにだんだん白髪が染まる洗い流し不要のヘアマニキュア。
- パオン 白髪かくしマスカラ - 生え際・分け目の白髪をひと塗りでしっかりカバーするマスカラタイプの白髪隠し。
- パオン カラースプレー黒艶 - 分け目などの広い範囲の気になる白髪をワンタッチで隠すスプレータイプの白髪隠し。

## かつて発売されていた商品
- パオン デラックス ヘアダイ
- パオン ローヤル
- パオン トリートメントカラー
- パオン ニュートリートメントカラー
- パオン シャンプーカラー
- パオン 早染め液状ヘアカラー
- パオン シルキープラス
- パオン ニューロイヤル クリームカラー - 全体染め・部分染め両用　クリーム+液体タイプ
- パオン ディオーサ ミルキー -  カシミアのようにしなやかで上質な髪に仕上がるヘアカラー。全体染めに適した乳液タイプ。無香料。 クリームタイプが黒を基調としたパッケージであるのに対し、白を基調にシルバーの箔押しを施したパッケージを採用していた。
- パオン セブンエイト<クリーム> - 早染めタイプのクリームヘアカラー。付属の専用ブラシ（大・小）で染めるので、トレーを使わずに簡単に染毛できる。かつては液状タイプや粉末タイプも発売していた。
- パオン センシティ - 白髪染め後の髪の傷みの原因となるアルカリ成分と過酸化水素を25%カットし、抗炎症成分リコリス（甘草）エキスを配合。ツンとするニオイの元となるアンモニア無配合でイヤなニオイがしないヘアカラー。
- パオン リタッチ - マスカラタイプの白髪隠し。
- パオン タッチネス - 生え際・分け目の気になる白髪を隠すブラシタイプのノック式着色料。
- パオン クイックカラー - シャンプー後のトリートメント代わりとして使用できるヘアマニキュア。

## 現在のCM出演者
- なし

## 過去のCM出演者
- 乙羽信子
- 長山藍子
- イーデス・ハンソン
- 伊藤雄之助
- 草笛光子
- 野川由美子
- 谷啓
- 小松政夫
- 余貴美子
- 松田聖子
- 神田沙也加